# Presidential Champion Award
Das Presidential Champion Award (PCA) war ein amerikanisches Abzeichen für kontinuierliche und nachhaltige sportliche Aktivität, das von 1956 bis 2018 vergeben wurde und unter Schirmherrschaft des Präsidenten der Vereinigten Staaten stand.

## Geschichte
Sinn des Presidential Champion Award war es ein für jedermann erfüllbares Sportabzeichen zu schaffen. Im Fokus standen ausdrücklich die kontinuierliche und nachhaltige Erbringung sportlicher Aktivitäten und Leistungen, weniger die in Höhe, Schnelle oder Weite messbare Leistung unter Wettkampfbedingungen. Nachdem Dwight D. Eisenhower 1956 als erster Präsident die Schirmherrschaft übernommen hatte, setzten die jeweiligen Amtsnachfolger die Tradition und Verleihung des PCA fort. Unter Präsident Trump wurde das PCA zum 30. Juni 2018 eingestellt.
In Deutschland vermittelte die PCA-Aktion zugunsten des Bundeswehrsozialwerkes über die Bundeswehrfachschulbetreuungsstelle Köln die Verleihung des Abzeichens.

## Stufen des Abzeichens
Die Auszeichnung konnte in den Stufen Bronze, Silber, Gold und Platin erbracht werden.

## Punktesystem
An einem Tag konnten bis zum 30. September 2010 maximal 750 Punkte erzielt werden. Erbrachte Tagespunkte über diese Maximalgrenze hinaus verfielen und waren nicht auf andere Tage übertragbar; ab dem 1. Oktober 2010 konnten täglich ohne Grenze Punkte erworben werden. Zweck der Tagesbegrenzung der Punkte war, die Kontinuität der sportlichen Betätigung besonders zu betonen.
Bis 30. September 2010 waren für Bronze 20.000 Punkte, für Silber 45.000 Punkte und für Gold 80.000 Punkte erforderlich. Ab dem 1. Oktober 2010 wurden die erforderlichen Punktzahlen verdoppelt; d. h., dass für Bronze jetzt 40.000 Punkte, für Silber 90.000 Punkte, für Gold 160.000 Punkte und für Platin 1.000.000 Punkte zu erbringen waren. Die Erarbeitung der Leistungen war zeitlich nicht begrenzt und die für Bronze bzw. Silber eingebrachten Punkte verfielen nicht, wenn man dann später die Stufe Silber bzw. Gold usw. beantragte.
Die Leistungstabelle war wie folgt:
| Leistungsintensität | Punkte pro Stunde | Zeit für maximale Tagespunktzahl (bis 30. September 2010) |
| ------------------- | ----------------- | --------------------------------------------------------- |
| Einfach             | 250               | 3 Stunden                                                 |
| Mittel              | 500               | 1,5 Stunden                                               |
| Stark               | 750               | 1 Stunde                                                  |